# Patrick Collot
Patrick Collot (Avignone, 22 giugno 1967) è un allenatore di calcio ed ex calciatore francese, di ruolo centrocampista.